# Monortha
Monortha là một chi bướm đêm thuộc họ Tortricidae.

## Các loài
- Monortha corusca Meyrick, 1912
- Monortha funestra Razowski & Becker, 1981
- Monortha illaqueata Meyrick, 1917
- Monortha pleodontia Razowski, 1987
- Monortha procera Razowski, 2004